# Annette Ferguson
Annette Mairi Nelson Ferguson FRSE es una astrónoma observacional escocesa que se especializa en el área de la evolución de la galaxia. Es Profesora en el Institute for Astronomy, Edimburgo.

## Carrera
Su investigación se centra en realizar observaciones de estrellas y medios interestelares en las galaxias cercanas para ganar percepción de la formación y evolución de sistemas en la Vía Láctea. Gran parte de su trabajo reciente se ha centrado en la galaxia de Andrómeda, una galaxia en nuestro vecindario galáctico. Su investigación aprovecha los telescopios en las islas Canarias, Chile, y Hawái así como sofisticados instrumentos a bordo del telescopio espacial Hubble.
Originaria de Escocia, Ferguson se graduó en Física y Astronomía en la Universidad de Toronto y se doctoró en Astrofísica en la Universidad Johns Hopkins en Baltimore. Ella había obtenido anteriormente becas postdoctorales en la Institute of Astronomy, Cambridge, el Kapteyn Astronomical Institute en Groninga, Países Bajos, y fue una becaria postdoctoral Marie Curie en el Max-Planck-Institut für Astrophysik en Garching, Alemania.

## Honores
Ferguson recibió el Premio Annie Jump Cannon en 2003 y fue elegida como Becaria de la Royal Society of Edinburgh, la Academia Nacional de ciencia y letras de Escocia, en marzo de 2016. En 2017, recibió el Premio de Investigación Friedrich Wilhelm Bessel de la Fundación Alexander von Humboldt.